# René Belin

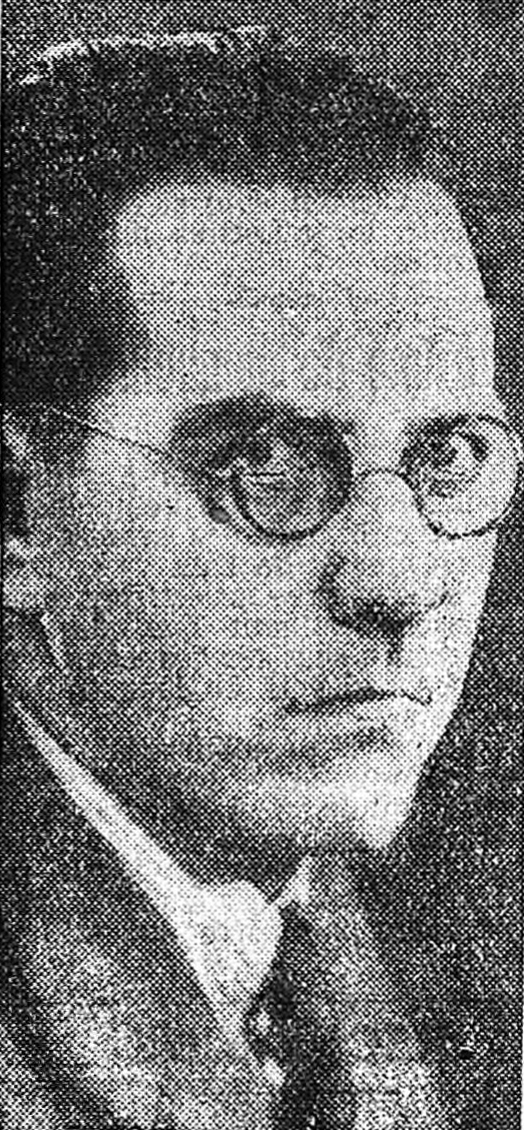
René Belin

René Belin (Bourg-en-Bresse, Ain, 14 april 1898 – Lorrez-le-Bocage, 2 januari 1977) was een Franse politicus en vakbondsman.

## Biografie
Belin begon zijn carrière bij de Postes, télégraphes et téléphones (PTT). In 1930 was Belin secretaris in de Fédération nationale des travailleurs des PTT en was daarnaast van 1933 tot 1935 uitgever van de krant La Peuple. In oktober 1936 was Belin een van de oprichters van de krant Syndicats (orgaan van anti-communisten binnen de Confédération générale du travail). Hij leidde een zeer anti-communistische trend rond de wekelijkse Syndicats met Georges Dumoulin (UD-Nord), André Delmas en Ludovic Zoretti (SNI), Marcel Roy (metaal), M. Savoie (voedsel), Pierre Vigne, Bard en Bertron (mijnen), P. Milan et Bonnet (kleding) en Raymond Froideval (gebouwen).
Na de Franse nederlaag in juni 1940 koos Belin voor de weg van collaboratie en was van 14 juli 1940 tot 18 april 1942 minister van Arbeid. Die functie combineerde hij van 23 februari tot 18 juli 1941 met die van minister van Industriële Productie.
Hij ondertekende samen met Philippe Pétain, Pierre Laval, Raphaël Alibert, Marcel Peyrouton, Charles Huntziger, Yves Bouthillier, Paul Baudouin en François Darlan de wet van 3 oktober 1940 betreffende de status van de Joden (Staatscourant van 18 oktober 1940). Hij was de belangrijkste opsteller van het “Charte de travail", die lokale vakbonden en werkgevers verbond en verbood elke vorm van politieke en religieuze activiteiten. Onder zijn mandaat werden vakbewegingen en werkgeversverenigingen ontbonden (decreet van 9 november 1940) en de distributie van de gevestigde pensioenen aangepast. Er kwam ook een verbod op het stakingsrecht. Hij nam in april 1942 ontslag als minister en keurde daarvoor diverse wetten ten gunste van de arbeiders goed, zoals de oprichting van een nationaal fonds voor werkloosheid (11 oktober 1940), de oprichting van een eenmalige salarisondersteuning (29 maart 1941) en de reorganisatie en versterking van de arbeidsinspectie (31 oktober 1941). Na zijn ontslag richtte hij een agentschap op dat gericht was op het screenen van medewerkers van de elektriciteits- en gasfabrieken.
Van augustus 1944 tot oktober 1947 zat Belin gevangen in Parijs. Hij werd door de zuiveringscommissie vrijgesproken, maar werd levenslang uitgesloten van de Confédération générale du travail. Belin leefde van oktober 1947 tot januari 1949 in ballingschap in Zwitserland. Hij keerde terug naar Frankrijk nadat de Haute Cour de Justice zijn straf opschortte. Tot 1954 probeerde hij tevergeefs terug te keren naar de vakbond. Hij werkte samen met diverse kranten, zoals de Bulletin de Paris, Revue syndicaliste en de Travail et Liberté. Van 1950 tot 1952 was Belin secretaris-generaal voor het Europese Comité voor de Economische en Sociale Vooruitgang. Hij was van 1959 tot 1965 burgemeester van Lorrez-le-Bocage.